# Анатолијска хипотеза
Анатолијска хипотеза, такође позната као анатолијска теорија или теорија седелачких пољопривредника, коју је први развио британски археолог Колин Ренфру 1987. године, предлаже да расејавање Праиндоевропљана почиње из неолитске Анатолије. Главни је конкурент курганској хипотези, или степској теорији, која је међу академицима прихваћенија.

## Опис
Анатолијска хипотеза предлаже да су говорници праиндоевропског (ПИЕ) живели у Анатолији током неолитске ере, а дистрибуцију историјских индоевропских језика повезује са ширењем током неолитске револуције 7. и 6. миленијума пре нове ере.
Ова хипотеза тврди да су индоевропски језици почели мирно да се шире, демијском дифузијом, у Европу из Мале Азије отприлике око 7000. п. н. е. са неолитским напретком пољопривреде ( талас напретка ). Према томе, већина становника неолитске Европе говорила је индоевропске језике, а касније миграције замениле су индоевропске варијетете другим индоевропским варијететима.
Ширење пољопривреде са Блиског истока раширило би три породице језика: индоевропске језике према Европи, дравидске језике према Пакистану и Индији и афроазијске језике према арабијском полуострву и северној Африци. Реагујући на критике, Ренфру је изменио своју тврдњу до те мере да је постао поборник радикалне верзије индохетитске хипотезе. Ренфруови ревидирани ставови смештају само претка праиндоевропског језика у 7. миленијуму пре нове ере у Анатолију, предлажући Балкан као постојбину самог праиндоевропског језика око 5000. п. н. е, коју је изричито идентификовао као „староевропску културу“ коју је предложила Марија Гимбутас. Стога још увек смешта првобитни извор индоевропских језика у Анатолију око 7000. п.
Представа друштва бронзаног доба на основу ПИЕ вокабулара, заснована на терминма као што је „точак“, не морају нужно да важе за анатолску грану, која се можда одвојила у раној фази, пре проналаска возила са точковима.
Према Ренфруу (2004), ширење индоевропског одвијало се у следећим корацима:
- Око 6500. п. н. е.: "Пра-праиндоевропски", у Анатолији, дели се на анатолски и архаични праиндоевропски, језик пра-праиндоевропских фармера који су мигрирали у Европу у почетном таласу расејавања пољопривреде. Архаични праиндоевропски језици јављају се на Балкану ( Старчево - Корос култура), у долини Дунава ( Линеарна грнчарска култура ), а могуће и на подручју Буг-Дњестра (Источна линеарна грнчарска култура).
- Око 5000. п. н. е.: Архаични праиндоевропски дели се на северозападни индоевропски (предак италског, келтског, и германског ), у долини Дунава, Балкана праиндоевропски (који би одговарао "староевропској култури Марије Гимбутас) и Рани степско-праиндоевропски (предак тохарског).

Главна снага пољопривредне хипотезе лежи у повезивању ширења индоевропских језика са археолошки познатим догађајем, ширењем пољопривреде, за који научници често претпостављају да је укључивао знатне промене становништва.

## Бајесоваанализа
Истраживање објављено 2003. године о „87 језика са 2.449 лексичких јединица“ Расела Греја и Квентина Аткинсона открило је старосни распон за „почетну индоевропску дивергенцију“ од 7800 до 9800 година, за коју је утврђено да је у складу са анатолском хипотезом. Користећи стохастичке моделе за процену присуства или одсуства различитих речи у индоевропским земљама, Греј и Аткинсон су закључили да порекло индоевропског порекла сеже око 8500 година, а прво издвајање је када се хетитски одвојио од осталих (Индохетитска хипотеза).
Аутори рада су 2006. године одговорили својим критичарима. 2011. године аутори и С. Гринхил открили су да су два различита скупа података који су такође у складу са њиховом теоријом. Анализа Рајдера и Николса (2011) подупрла је анатолску хипотезу.
Наш главни резултат је једномодална постериорна дистрибуција старости праиндоевропског
Букерт и сар. (2012), укључујући Греја и Аткинсона, спровели су рачунарску филогеографску студију, користећи методе изведене из моделирања просторне дифузије заразних болести ; такође је показао снажну подршку анатолској хипотези  упркос томе што је претрпео корекције и ревизије. Колин Ренфру је коментарисао ову студију, наводећи да „најзад имамо јасну просторну слику“.

## Критика

### Бајесоваанализа
Бајесова анализа критикована је због тога што је закључивала о животном веку језика на основу неких његових речи; идиосинкратски исход, на пример, албанског језика изазива сумњу у метод и податке.
Лингвиста Ендру Гарет, коментаришући Букерт и сар. (2012), изјавио је да „постоји пристрасност у основним подацима која доводи до погрешног закључка и постоје снажни докази који и даље снажно подржавају курганску хипотезу, а који су овде занемарени“. Према Дејвиду Ентонију, „ова врста модела се не подудара са сложеним лингвистичким и археолошким доказима“, наводећи да је „студија пример каснијег преобликовања доказа у складу с моделом, али резултати таквог модела су једино корисни као основни подаци и претпоставке “.
Лингвиста Пол Хегарти са Института Макс Планк написао је 2014. године:
"Бајесовска анализа је у последње време увелико употребљавана у арехолошким хронологијама... ЊЕна примена на језичку праисторију је, међутим, контроверзна, конкретно што се тиче порекла Индоевропљана. Датирање и мапирање језичке дистрибуције у праисторији је страшно примамљиво, али је ипак пуно потешкоћа. Овај преглед скорашњих студија наглашава потенцијал све сложенијих бајесовских филогенетских модела, док опет идентификује несигурности и начине на које би моделе могли усавршити тако да се постарају за те несигурности. Изузев ових преосталих ограничења, у случају Индоевропљана резултати бајесовске филогенетике ипак пружају подршку анатолијском, а не степском пореклу.
Чанг и сар. (2015) такође су спровели лексикостатистичку (и неке глотохронолошке) студије, дајући резултате који се разликују од резултата Греја и Аткинсона. Уместо тога, ова студија подржава Курганову хипотезу.

### Датирање
Пиго (1983) наводи да ПИЕ садржи речи за технологије које се први пут појављују у археолошким записима у касном неолиту, у неким случајевима на граници са раним бронзаним добом, од којих неке припадају најстаријим слојевима ПИЕ. Лексикон укључује речи које се односе на пољопривреду (датирано до 7500. п. н. е.), узгој стоке (6500. п. н. е.), металургију (5500. п. н. е.), плуг (4500. п. н. е.), злато(4000–3400. п. н. е.). Сматра се да узгајање коња потиче из културе Средњег Стога, полуномадских сточара који живе у зони шумских степа, сада у Украјини. Сматра се да су возила на точковима пореклом из културе лeвка из данашње Пољске, Белорусије и делова Украјине.
Према Малорију и Адамсу (2006), лингвистичка анализа показује да праиндоевропски лексикон укључује речи за читав низ проналазака и пракси повезаних са Револуцијом секундарних производа, која поставља датум раног ширења пољопривреде. На лексико-културном датирању, праиндоевропски не може бити пре 4000. п.
Према Ентонију и Ринџу (2015) главни приговор анатолијској хипотези је то што захтева нереално ран датум почетка. Већина процена датира праиндоевропски на између 4500. и 2500. г.пне, са највероватнијим датумом око 3700. п. н. е. Мало је вероватно да је позни ПИЕ, чак и након издвајања анатолијске гране, постојао након 2500 г. пне, будући да се праиндоирански датира на мало пре 2000. п. н. е. С друге стране, мало је вероватно да рани је рани ПИЕ постојао пре 4500 г. пне, будући да реконструисани вокабулар јако указује на културу из крајње фазе неолита, на граници с раним бронзаним добом.

### Лингвистика
Многи индоевропски језици имају сродне речи које значе осовина : латинско axis, литванскo аšis, рускo ос ' и санскртско ákṣa. (У некима се сличан корен користи за реч пазух : eaxl на староенглеском, axilla на латинском и kaksa на санскрту. ) Сви су повезани са ПИЕ кореном аk's-. Реконструисани ПИЕ корен ieu-g- даје немачкo joch, хетитскo iukan, латински iugum и санскрт yugá(m), што све значи јарам (отуд и старија српска реч иго, са истим значењем). Речи за точак и колица / кола / кочија имају један од два уобичајена облика, за која се сматра да су повезани са два ПИЕ корена: корен kʷеl- „кретање около” основа је јединственог деривата kʷekʷlо- „точак” који постаје hvél  на староисландском, kolo (точак, круг) на црквенословенском, kãkla- (врат) на литванском, kyklo- (точак, круг) у грчком, cakka- / cakra- (точка) на палију и санскриту, и kukäl ( кола, кочија) на тохарском А. Корен ret(h) - постаје rad (точак) на старовисоконемачком, rota (точак) на латинском, rãtas (точак) на литванском и ratha (кола, кочија) на санскрту.

### Пољопривреда
Ревидирана је идеја да се пољопривреда у западну Евроазију ширила из Анатолије у једном таласу. Уместо тога, чини се да се проширила у неколико таласа дуж неколико путева, пре свега са Леванта. Траг припитомљених биљних врста указује на почетни упад са Леванта морем. Чини се да је копнени пут преко Анатолије био најзначајнији у ширењу пољопривреде по југоисточној Европи.

### Генетика
Генетска студија са Универзитета Аутонома у Барселони (2015) фаворизује курганску хипотезу Марије Гимбутас над Ренфруовом анатолском хипотезом, али „не открива тачно порекло ПИЕ, нити објашњава утицај курганских миграција на различите делове Европе“.
Лазаридис и сар. (2016) о пореклу предака северних Индијаца:
„Свеједно, чињеница да можемо одбацити Анатолију, континенталну Европу и Левант као извор западноевропског становништва умањује вероватноћу да су ове области извори индоевропских (или других) језика у јужној Азији.”
Међутим, Лазаридис и сар. претходно су признали да нису сигурни „да ли је степа коначни извор“ индоевропских језика и сматра да је потребно више података.